# یامبورک
یامبورک (به لاتین: Jamborek) یک روستا در لهستان است که در گمینا زلوو واقع شده‌است.